# Cataulacus elongatus
Cataulacus elongatus är en myrart som beskrevs av Santschi 1924. Cataulacus elongatus ingår i släktet Cataulacus och familjen myror. Inga underarter finns listade.